# Guglielmo Decaroli

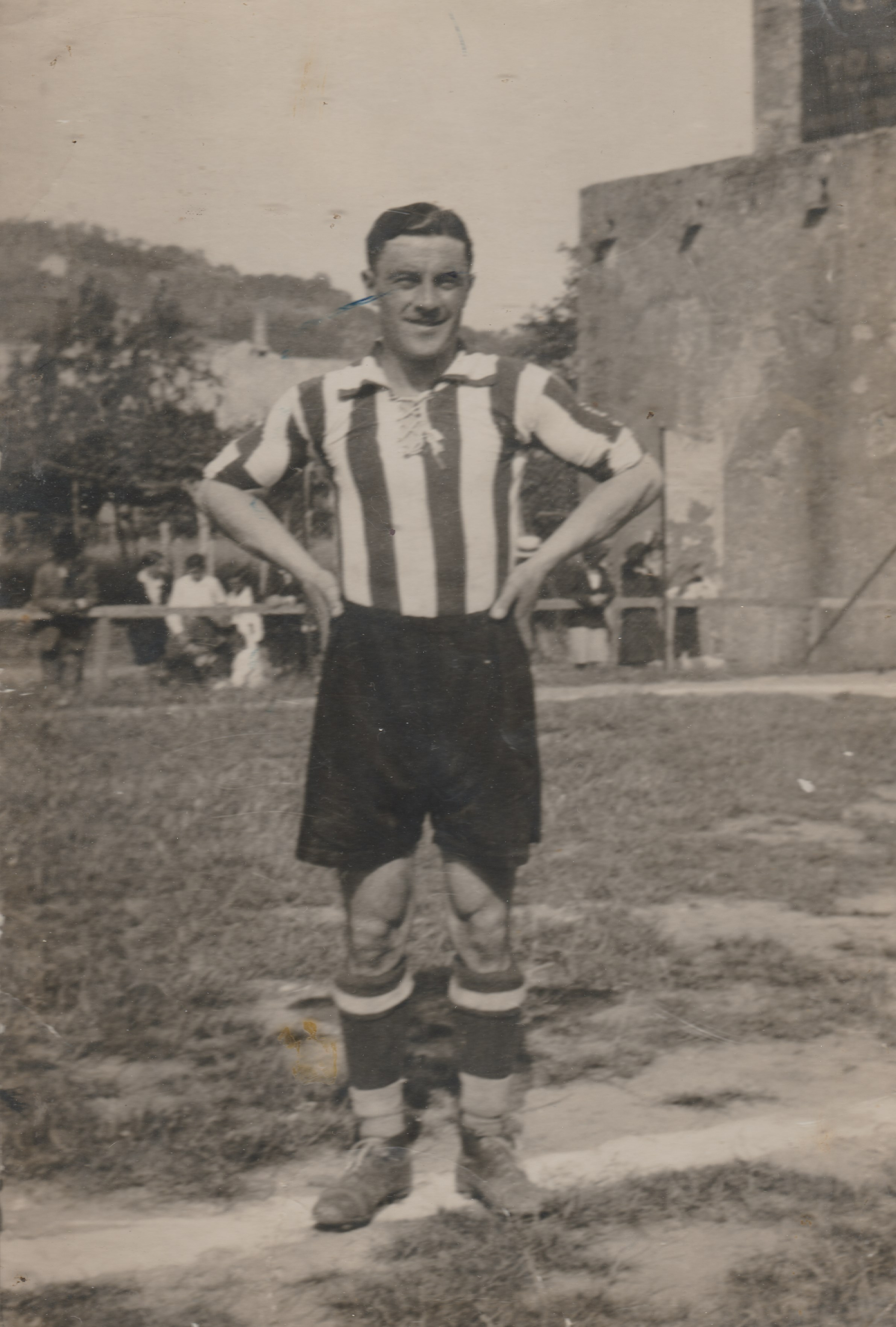
Decaroli al Savona nel 1925

Guglielmo Decaroli, spesso indicato anche come De Caroli (Savona, 3 giugno 1903 – Savona, 15 giugno 1982), è stato un calciatore italiano, di ruolo centrocampista.

## Biografia
Negli anni Trenta si sposta per motivi di lavoro da Savona a Rottofreno, dove nasce il figlio Gian Piero De Caroli, pittore e progettista. É nonno del musicista e compositore Deca.

## Carriera
Esordisce con la maglia del Savona, con cui partecipa al campionato di Prima Divisione 1922-1923 totalizzando 12 presenze e una rete. Rimane in forza ai liguri anche nelle stagioni successive (ad eccezione del campionato 1923-1924), nelle quali diventa capitano della squadra; per un biennio, tra il 1928 e il 1930, ricopre anche il ruolo di allenatore.
Nel 1930 si trasferisce al Piacenza, militante nel campionato di Prima Divisione, nel frattempo scesa al terzo livello del calcio italiano. Disputa un campionato da titolare, nel ruolo di mediano sinistro, con 21 presenze, contribuendo al terzo posto finale; riconfermato per le tre stagioni successive, finisce ai margini della prima squadra, totalizzando altre 7 presenze complessive fino al 1934, quando conclude la sua carriera a causa degli impegni lavorativi.

## Statistiche

### Presenze e reti nei club
| Stagione        | Squadra         | Campionato      | Campionato | Campionato |
| Stagione        | Squadra         | Comp            | Pres       | Reti       |
| --------------- | --------------- | --------------- | ---------- | ---------- |
| 1922-1923       | Savona          | PD              | 12         | 1          |
| 1924-1925       | Savona          | SD              | 14         | 2          |
| 1925-1926       | Savona          | SD              | 20         | 3          |
| 1926-1927       | Savona          | PD              | 18         | 1          |
| 1927-1928       | Savona          | PD              | 14         | 0          |
| 1928-1929       | Savona          | PD              | 25         | 1          |
| 1929-1930       | Savona          | PD              | 9          | 0          |
| Totale Savona   | Totale Savona   | Totale Savona   | 112        | 8          |
| 1930-1931       | Piacenza        | PD              | 21         | 0          |
| 1931-1932       | Piacenza        | PD              | 1          | 0          |
| 1932-1933       | Piacenza        | PD              | 6          | 0          |
| 1933-1934       | Piacenza        | PD              | 0          | 0          |
| Totale Piacenza | Totale Piacenza | Totale Piacenza | 28         | 0          |
| Totale carriera | Totale carriera | Totale carriera | 140        | 8          |